# Augenbohne
Die Augenbohne (Vigna unguiculata), auch Kuhbohne, Schwarzaugenbohne, Monstranzbohne oder Schlangenbohne genannt, ist eine Nutzpflanze aus der Familie der Hülsenfrüchtler (Fabaceae). Vier Unterarten sind anerkannt:
- Vigna unguiculata subsp. dekindtiana, die den Nutzpflanzen verwandte Wildform

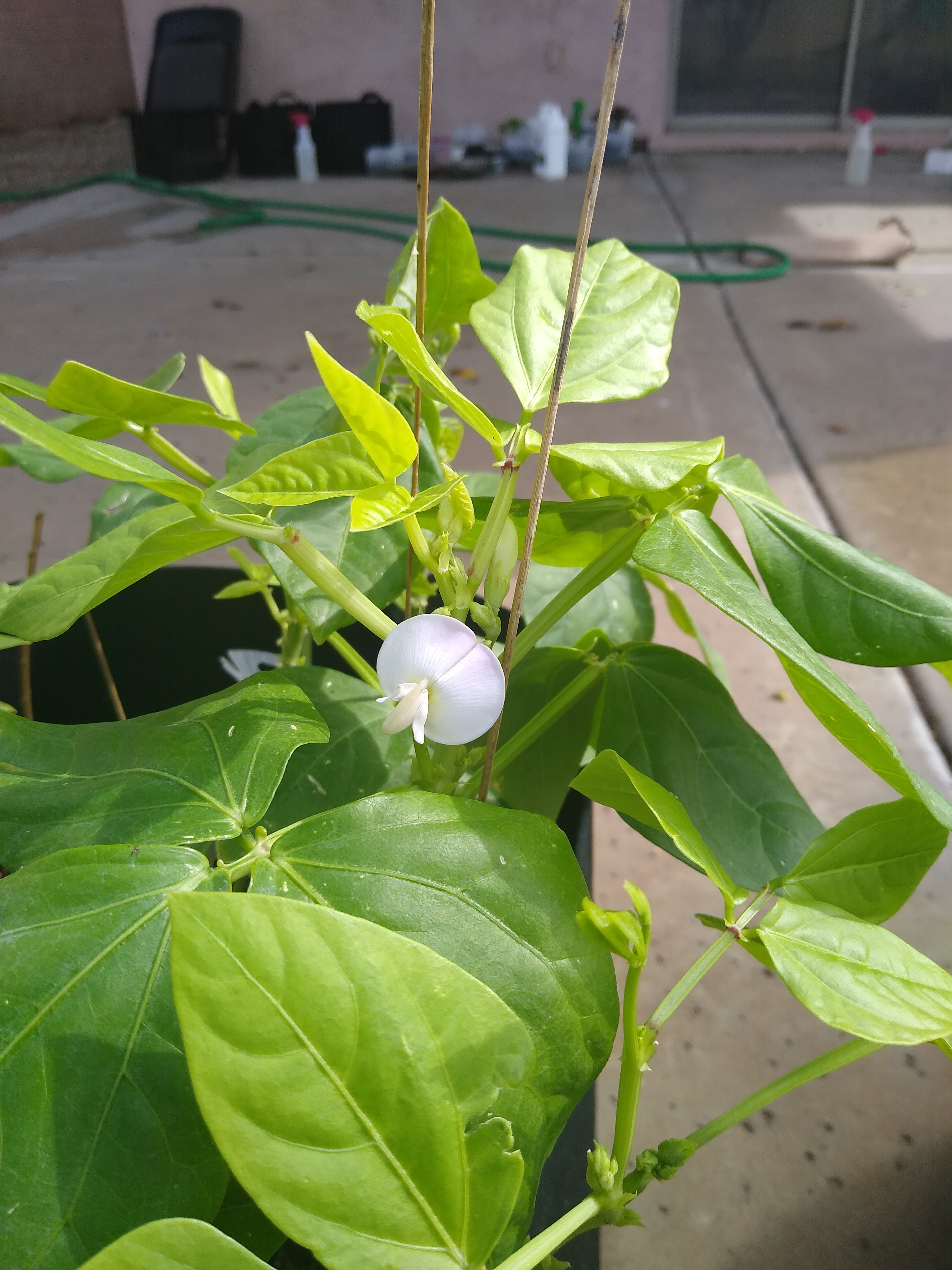
Augenbohne mit Blüte

- Vigna unguiculata subsp. unguiculata, cultivated, dieser Artikel (Engl. black-eyed pea)
- Vigna unguiculata subsp. cylindrica, cultivated, Catjangbohne
- Vigna unguiculata subsp. sesquipedalis, cultivated, Spargelbohne

## Merkmale
Die Augenbohne ist eine einjährige Pflanze. Ihr Habitus ist recht variabel und reicht von aufrecht über halb-aufrecht über niederliegend bis kletternd. Der Wuchstyp reicht von undeterminiert bis determiniert, wobei vor allem die nicht-rankenden Formen determiniertes Wachstum zeigen. Sie haben eine ausgeprägte Pfahlwurzel, die 8 Wochen nach der Aussaat 2,4 m tief reichen kann.
Die Blätter sind dreiteilig. Sie sind glatt, stumpf bis glänzend und selten behaart. Das endständige Blättchen ist häufig länger und größer als die beiden seitlichen. Blattgröße und -form sind sehr variabel. Ab Mittag richten sich die Blätter parallel zur einfallenden Sonnenstrahlung aus und entgehen so dem größten Teil der einfallenden Strahlungsintensität.
Die Blüten stehen in mehrfachen Rispen an 20 bis 50 cm langen Blütenstandsstielen, die in den Blattachseln entspringen. Pro Blütenstand werden zwei bis drei Hülsen gebildet, auch vier oder mehr kommen vor. Die Blüten stehen deutlich über den Blättern und enthalten auch Nektarien, um Insekten anzulocken. Dennoch herrscht Selbstbestäubung vor.
Die Hülsen sind glatt und 15 bis 25 cm lang. Sie sind zylindrisch und etwas gekrümmt. Zur Nutzungsreife als Gemüse sind die Hülsen grün, gelb oder purpurn, zur Trockenreife werden die zunächst grünen und gelben Formen braun. Die Samen sind nierenförmig. Die Samenoberfläche ist glatt oder runzelig, die Farbe kann weiß, cremefarben, grün, rot, braun oder schwarz sein. Häufig haben sie ein „Auge“, das heißt, der weiße Nabel (Hilum) ist von einer anderen Farbe umrandet.
Die Chromosomenzahl beträgt 2n = 22 und zwar für die Unterarten Vigna unguiculata subsp. unguiculata, Vigna unguiculata subsp. cylindrica und Vigna unguiculata subsp. sesquipedalis.

## Inhaltsstoffe
100 g reife Samen enthalten im Durchschnitt 24,8 g Protein, 1,9 g Fett, 6,3 g Fasern und 63,6 g Kohlenhydrate. An Vitaminen sind 0,74 mg Thiamin, 0,42 mg Riboflavin und 2,8 mg Niacin enthalten. Das Protein ist relativ reich an den Aminosäuren Lysin und Tryptophan, aber relativ arm an Methionin und Cystein.

## Geschichte

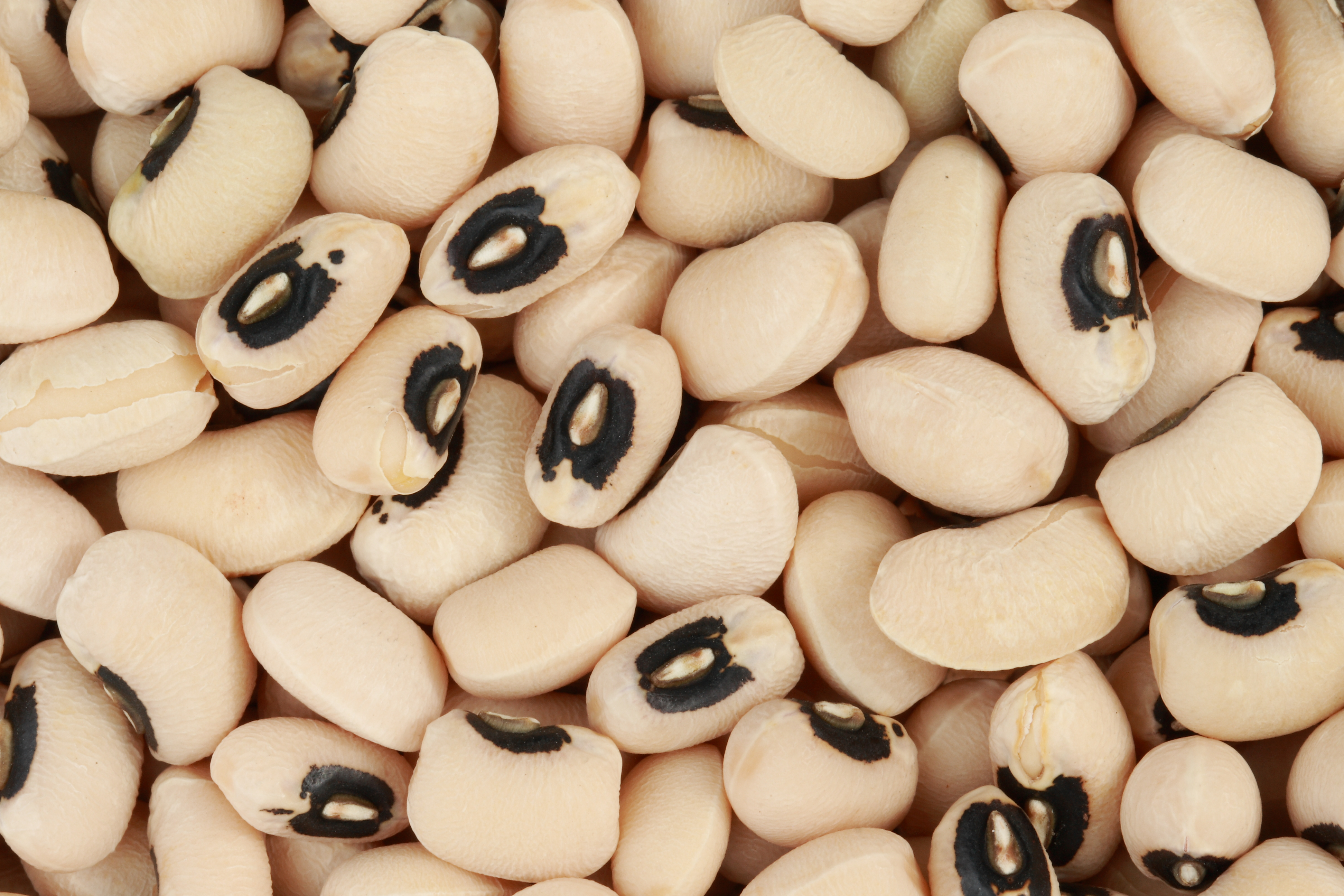
Samen der Augenbohne

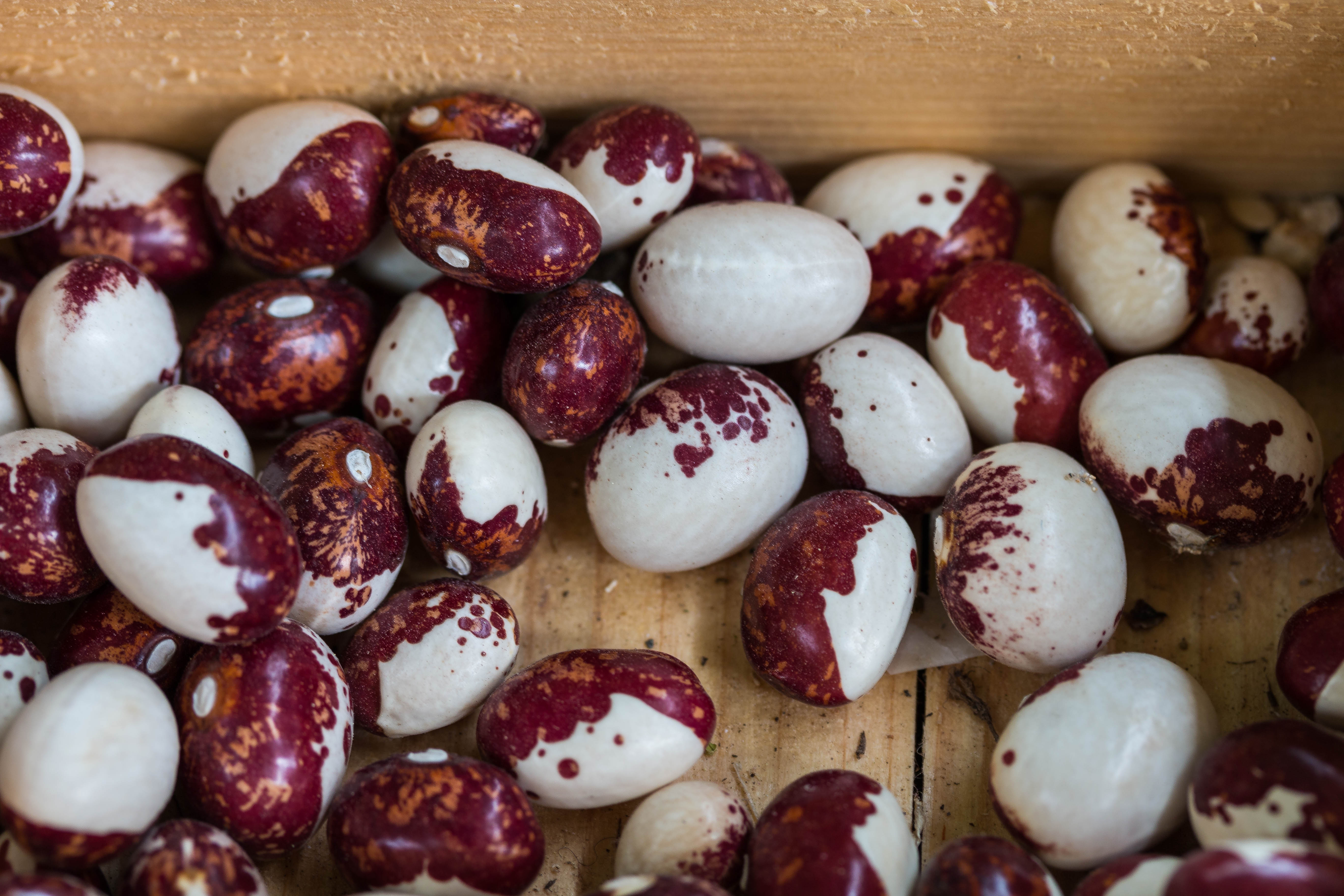
Samen der Roten Augenbohne

Die Augenbohne ist in Afrika und Indien beheimatet. Wildformen stammen aus Namibia, Botswana, Sambia, Zimbabwe, Mozambique, Swaziland und Südafrika. Der Anbau in Westafrika begann zwischen 1700 und 1500 BCE, vermutlich wurde sie aber viel früher eingeführt, da sich in Südasien zahlreiche lokale Sorten entwickelt haben.
Ca. 1675 wurde die Augenbohne als billige Nahrung für Sklaven von Westafrika nach Jamaika eingeführt, von wo sie ca. 1700 nach Florida und dann in die weiteren Südstaaten Nordamerikas gelangte. Die erste Schriftquelle für die Bezeichnung “cow pea” stammt von 1798 aus Nordamerika. Dort waren auch die  Bezeichnungen “pease”, “corn-field pease”  “southern pea,” “crowder pea” und “black-eyed pea” üblich. Angeblich im amerikanischen Bürgerkrieg wurde die Augenbohne in den Südstaaten auch als Nahrungsmittel für Weiße bedeutsam, da die Felder nicht von feindlichen Soldaten abgebrannt werden konnten bzw. von den Nordstaatlern nicht als Nahrungsmittel erkannt wurden.
Bei manchen Sorten umrunden dunkle Strahlen das Auge und bilden eine Form, die an eine Monstranz erinnert. Dieses führte zu dem deutschen Namen Monstranzbohne und zu manchen Legenden. Bohnen, bei denen das Auge an Flügel erinnert, bekamen den Namen Engelbohne. Aus solchen Monstranz- und Engelbohnen werden mancherorts Rosenkränze gefertigt.

## Anbau
Die Augenbohne wird heute in Afrika, Lateinamerika, Südostasien sowie im Süden der USA angebaut. Sie ist vor allem in den feuchten Tropen, aber auch in temperierten Gebieten verbreitet. Hitze und Trockenheit werden gut vertragen, Frost dagegen wird nicht toleriert, kühle Temperaturen verlangsamen das Wachstum deutlich. Der Ertrag steigt deutlich mit der Wasserversorgung, etwa Bewässerung. Auch unter trockenen Bedingungen liefert die Augenbohne noch gute Erträge, worauf ihre große Bedeutung in vielen Gebieten zurückgeht. An den Boden stellt die Augenbohne keine besonderen Anforderungen, am besten gedeiht sie auf gut drainierten sandigen bis sandig-lehmigen Böden bei pH-Werten zwischen 5,5 und 6,5.

## Nutzung
Die Augenbohne wird in allen Wachstumsstadien als Gemüsepflanze genutzt. Junge grüne Blätter werden in Afrika wie Spinat als Blattgemüse zubereitet. Unreife Hülsen werden ebenfalls als Gemüse zubereitet. Grüne Samen werden gekocht als Frischgemüse genutzt oder in Konserven verpackt oder tiefgefroren. Reife, trockene Samen werden gekocht oder konserviert. Gekeimte Samen können ähnlich wie Mungbohnensprossen roh verzehrt werden.
Das Laub wird an Nutztiere verfüttert und ist vielfach das einzige verfügbare hochwertige Tierfutter. In der Qualität kommt es der Luzerne gleich. Es wird frisch oder trocken verfüttert.
In der bahianischen Küche werden die schwarzen Augen der Bohne entfernt, die Haut der Bohne abgelöst, gemahlen und so zu Acarajé verarbeitet.

## Taxonomie und Systematik
Die Augenbohne wurde 1753 als Dolichos unguiculatus von Carl von Linné in Species Plantarum Band 2, Seite 725 erstbeschrieben. Die Art wurde 1842 durch Wilhelm Gerhard Walpers in Repertorium Botanices Systematicae (Walpers) Band 1 Teil 5 Seite 779 als Vigna unguiculata (L.) Walp. in die Gattung Vigna gestellt. 
Innerhalb der Art Vigna unguiculata (veraltet Vigna sinensis) werden drei Taxa unterschieden, die entweder als Unterarten oder als Sortengruppen eingestuft werden: POWO anerkennt sogar 13 Unterarten.
- Augenbohne: Vigna unguiculata subsp. unguiculata oder Vigna unguiculata Sortengruppe 'Unguiculata'
- Catjangbohne: Vigna unguiculata subsp. catjang (Burm.f.) Chiov. oder Vigna unguiculata subsp. cylindrica (L.) Verdc. oder Vigna unguiculata Sortengruppe 'Biflora'
- Spargelbohne: Vigna unguiculata subsp. sesquipedalis (L.) Verdc. oder Vigna unguiculata Sortengruppe 'Sesquipedalis'.

## Rosch ha-Schana Seder
Die Augenbohne wird auf Hebräisch Rubiya (arabisch: lubiya) genannt und ist, wie Honig und Apfel, ein Bestandteil des Seders zu Rosch ha-Schana, dem jüdischen Neujahr.

## Belege
- D. W. Davis, E. A. Oelke, E. S. Oplinger, J. D. Doll, C. V. Hanson, D. H. Putnam: Cowpea, in: Alternative Field Crops Manual, University of Wisconsin Cooperative or Extension Service, 1991. Abgerufen am 18. Juli 2009.